# Lex Hortensia
La Lex Hortensia de plebiscitis fu una legge promulgata a Roma ai tempi della Repubblica, dal dittatore Quinto Ortensio a seguito di un ennesimo conflitto tra patrizi e plebei (Conflitto degli ordini).
La legge imponeva che le deliberazioni prese durante il Concilium plebis (concilio della plebe) dovessero vincolare tutto il popolo romano. La diretta conseguenza fu l'equiparazione dei cosiddetti Plebiscita (le decisioni dei concilia plebis tributa su proposta dei tribuni plebis), alle leges rogatae, le quali erano le deliberazioni dei comitia centuriata.

## Evoluzione storica
In età repubblicana (ma anche nella prima età del principato) nel sistema costituzionale romano la legge, prima di essere votata, veniva proposta anzitutto da un magistrato (titolare del ius agendi cum populo) alle assemblee riunite nei comitia, mediante la c.d. rogatio (disegno di legge). Tale legge prendeva il nome di Lex publica (dal lat. populica). Da un punto di vista della cogenza, la lex publica (o comitialis) vincolava tutto il popolo romano indiscriminatamente dalla classe sociale d'appartenenza, ciò enfatizzava ancor di più la sostanziale differenza intercorrente tra i patrizi e la classe sociale, ritenuta inferiore, dei plebei. Questi ultimi a loro volta prendevano parte a delle assemblee, costituite dalla sola plebe e chiamate per questo concilia plebis, costituite peraltro dalla maggioranza della popolazione. Dalle assemblee della plebe venivano promulgati i c.d. plebis scita (dal lat. sciscere, cioè decretare) che, tuttavia, al contrario delle leges,  non vincolavano tutta la popolazione romana ma solo quella grande fetta di essa facente parte della plebe. Dunque era consuetudine distinguere le leggi comiziali dai plebisciti e otteneva tecnicamente la qualifica di lex tutto ciò che il popolo iubet atque constituit (ordina e decide), di plebis scitum, invece, ciò che la plebe iubet atque constituit. In un primo periodo i patrizi non si ritenevano vincolati dai plebisciti, poiché questi venivano votati senza che vi fosse la loro partecipazione, in particolar modo a rendere agli occhi dei patrizi "illegittime" tali disposizioni era l'assenza nei concilia plebis della "auctoritas" (approvazione del Senato) che assicurava così ai patrizi il controllo su tutto il popolo romano. Il riconoscimento della vincolatività erga omnes (nei confronti di tutto il popolo romano) anche delle deliberazioni (scita) prese dai concilia plebis venne definitivamente sancito (dopo lunghi conflitti e contrasti nel processo evolutivo) dalla Lex Hortensia, databile attorno al 286/287 a.C.
Nel periodo successivo alla Lex Hortensia, i plebisciti, avendo ormai acquisito valore di legge, nell'uso corrente venivano in modo eterogeneo denominati anche "leges". Peraltro la maggior parte delle disposizioni legislative emanate dopo il 287 a.C., soprattutto in materia di ius privatum, furono costituite precipuamente da plebisciti.